# Venloer Straße (Köln)
Die Venloer Straße ist mit einer Länge von 8536 Metern (bis zur Stadtgrenze) eine der längsten Ausfallstraßen Kölns und verläuft vom Friesenplatz nach Nordwesten in Richtung der niederländischen Grenzstadt Venlo.

## Anlegung der Straße

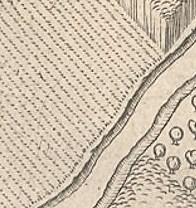
Venloer Straße. Kölner Stadtansicht von 1570 des Arnold Mercator

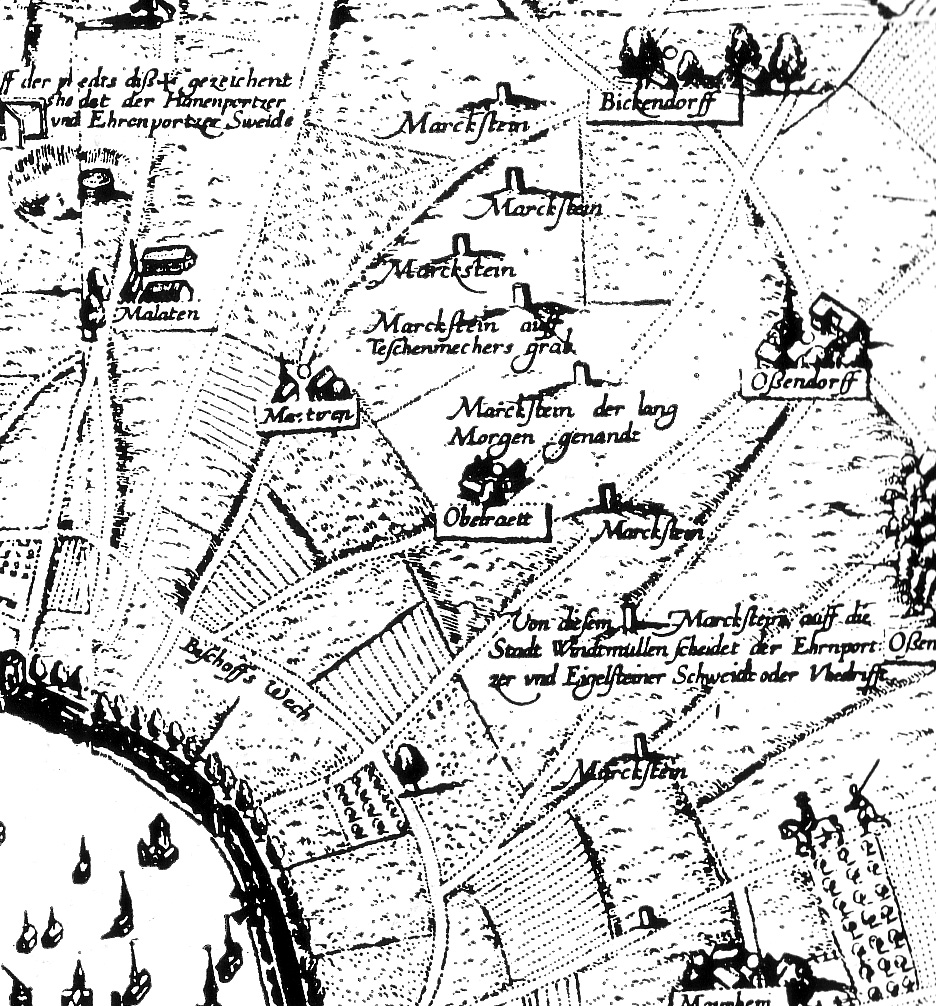
Venloer Straße: Verlauf auf der Kölner Schweidkarte des Abraham Hogenberg (1609)

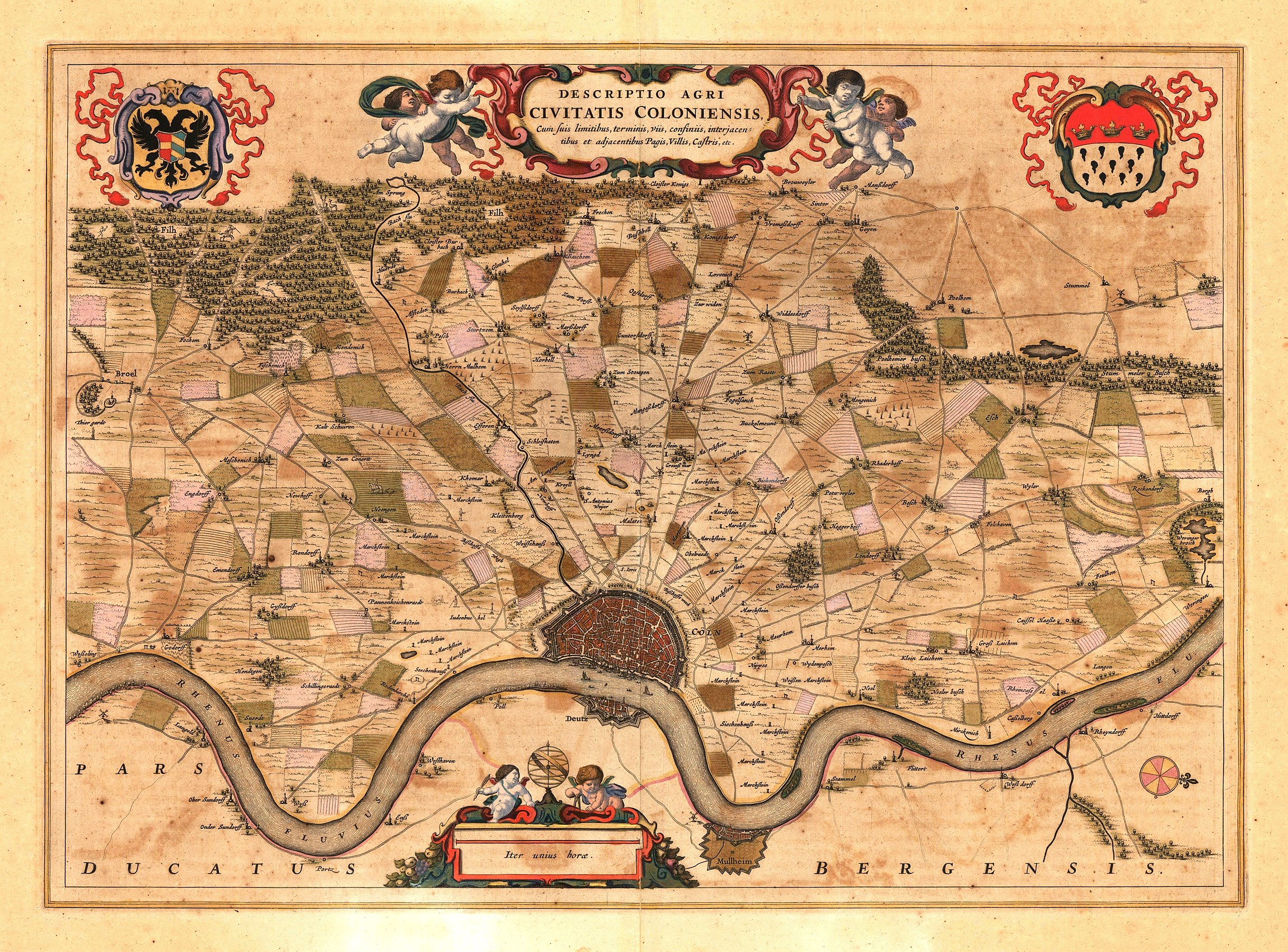
Venloer Straße. Karte des Joan Blaeu (1663)

Die Venloer Straße führte innerstädtisch zunächst bis zum Venloer Tor, das zur mittelalterlichen Stadtmauer gehörte und im Mai 1911 niedergelegt wurde. Im Gegensatz zu anderen Kölner Ausfallstraßen (Aachener Straße, Bonner Straße und Luxemburger Straße) ist sie nicht auf eine alte Römerstraße zurückzuführen und kann deshalb auch nicht auf eine lange Geschichte zurückblicken. Funde aus dem Jahre 1996 bei der heutigen Kirche St. Mechtern belegen eine römische Villa rustica, die im ersten bis dritten Jahrhundert hier stand. Hermann von Weinsberg erwähnte 1553 Mechtern noch als bewohnten Ort, „da vur ziten das gonfern-cloister hatt gestanden.“ Auf der Kölner Stadtansicht von 1570 des Arnold Mercator ist eine vom Friesentor nach Nordwesten zum Bildrand verlaufende, unbenannte Straße eingezeichnet, die von Weideland und Acker umgeben ist. In der Kölner Schweidkarte des Abraham Hogenberg ist 1609 in der Gegend als einziges Bauwerk der Mechterner Hof eingezeichnet („Martiren“), die Tranchotkarte von 1807/1808 bezeichnet ihn als „Mechten hoff“. Außer dieser Hofanlage gab es keine weitere Besiedlung. Von der nahegelegenen Siedlung „Potzweyler“ (heute Butzweilerhof) übernahm die Venloer Straße ihren ersten inoffiziellen Namen „Am Potzweiler Weg“.

## Gründerzeit
Auf der Tranchotkarte von 1807/1808 heißt die Venloer Straße bereits „An der Bickendorffer Strass“, nach dem ab 1. Januar 1813 geltenden Adressbuch „Itinéraire de Cologne“ des Ferdinand Franz Wallraf hieß sie in der Franzosenzeit „rue de Cologne à Venlo“. Sie wurde 1825 als „Bickendorfer Weg“ zur Bezirksstraße erhoben. Es fehlten jedoch die zum Ausbau notwendigen Mittel, so dass sich Bankier Ludolf Camphausen an die Stadt Köln wandte. Der Ausbau erfolgte schließlich im Jahre 1842, ab 1843 hieß sie „Cöln-Venloer Straße“. Im Jahre 1865 erhielt sie bis zur Ehrenfelder Stadtgrenze Straßenpflaster und endete noch 1889 an der Kreuzung der Eisenbahn-Strecke in Bickendorf in Höhe der heutigen Nr. 888.
Noch 1840 befanden sich auf dem Gebiet des späteren Ehrenfeld kaum Ansiedlungen, hier lebten in jenem Jahr insgesamt 32 Einwohner. 1845 gab es außer dem Mechterner und dem Subbelrather Hof nur einige Häuser auf dem „Ziegelfeld“, einem zwischen Mechtener und Subbelrather Hof gelegenen Terrain, auf dem vor allem Ziegel für die Stadtbefestigung und die Bauten innerhalb Kölns hergestellt wurden. Der wegen seiner zahlreichen privaten Grundstücks-Spekulationen im April 1844 aus seinem Amt ausgeschiedene Kölner Stadtbaumeister Johann Peter Weyer erkannte die günstige Lage der Venloer Straße und erwarb hier am 4. Juni 1844, kurz nach seinem Ausscheiden, Grundstücke; er hatte wahrscheinlich schon von einer Besiedelung dieses Raumes eine klare Vorstellung. Sein Bruder Franz Weyer erwarb am 19. November 1844 an der Venloer Straße ein Baugrundstück, welches auf dem alten Ziegeleigelände „Volcksfeld“ lag. Im Januar 1845 kaufte die Baugesellschaft Johann Friedrich Welter & Mathias Breuer den Subbelrather Hof, vom Ziegelbauer Johann Wahlen (* 1792, † 1. November 1866) erwarb sie ein Areal von 18 Morgen, das an der Venloer Straße Nr. 273 lag. Am 23. Juni 1845 kaufte sie von Franz Weyer ein Areal zwischen Stammstraße und Subbelrather Straße, am 20. Juli 1845 erwarb sie von Anton Schlösser ein Gelände an der Simrockstraße.

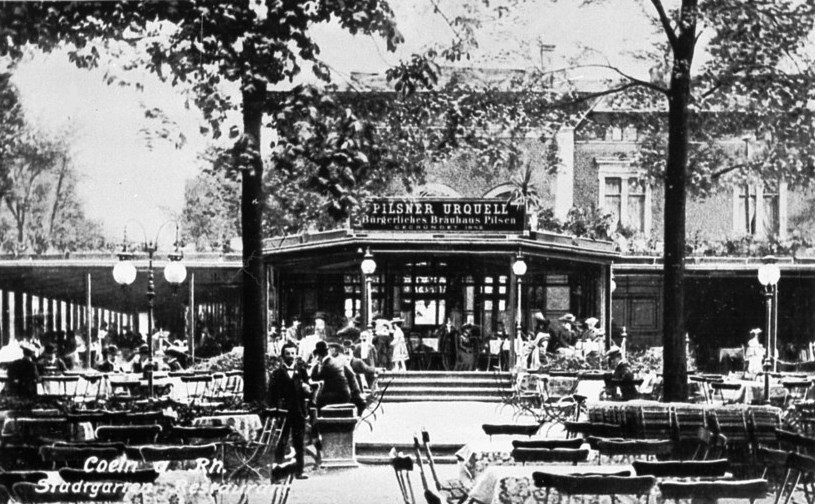
Venloer Straße 40: Stadtgarten (1907)
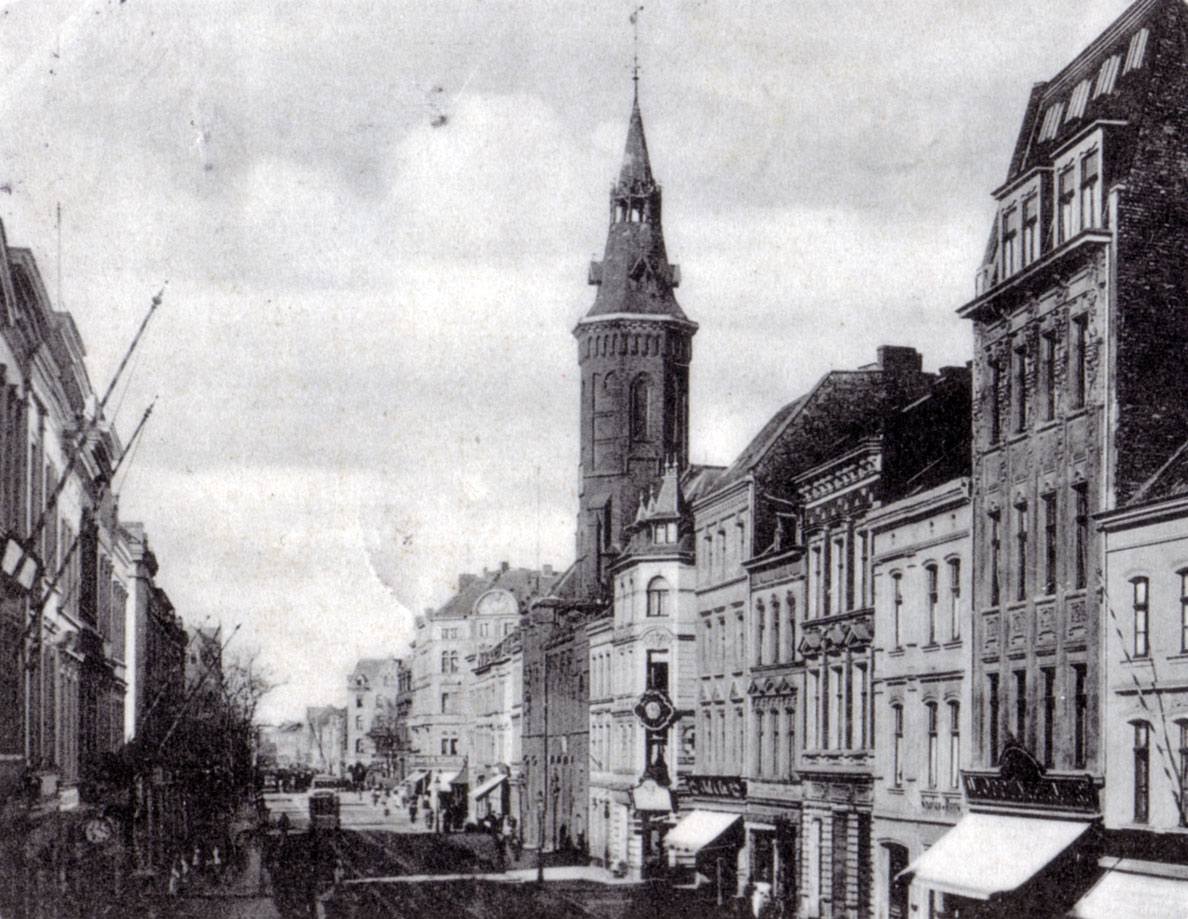
Venloer Straße 338: Rathaus Ehrenfeld (1902)
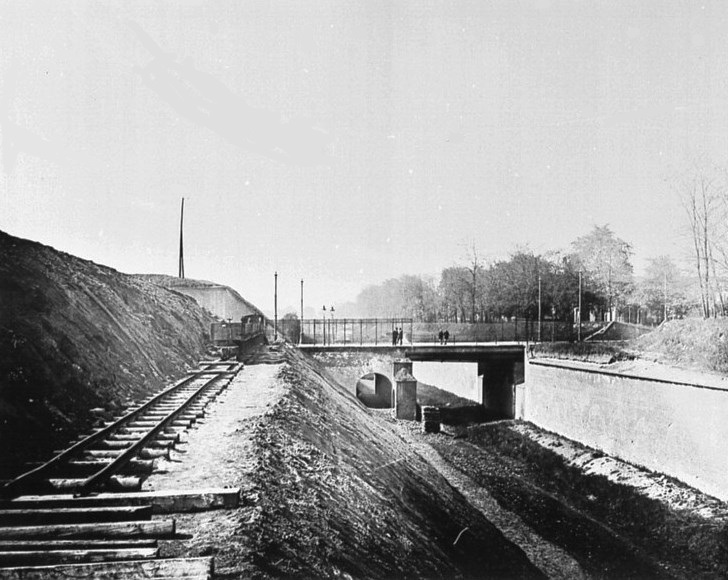
Venloer Tor: Niederlegung (Mai 1911)
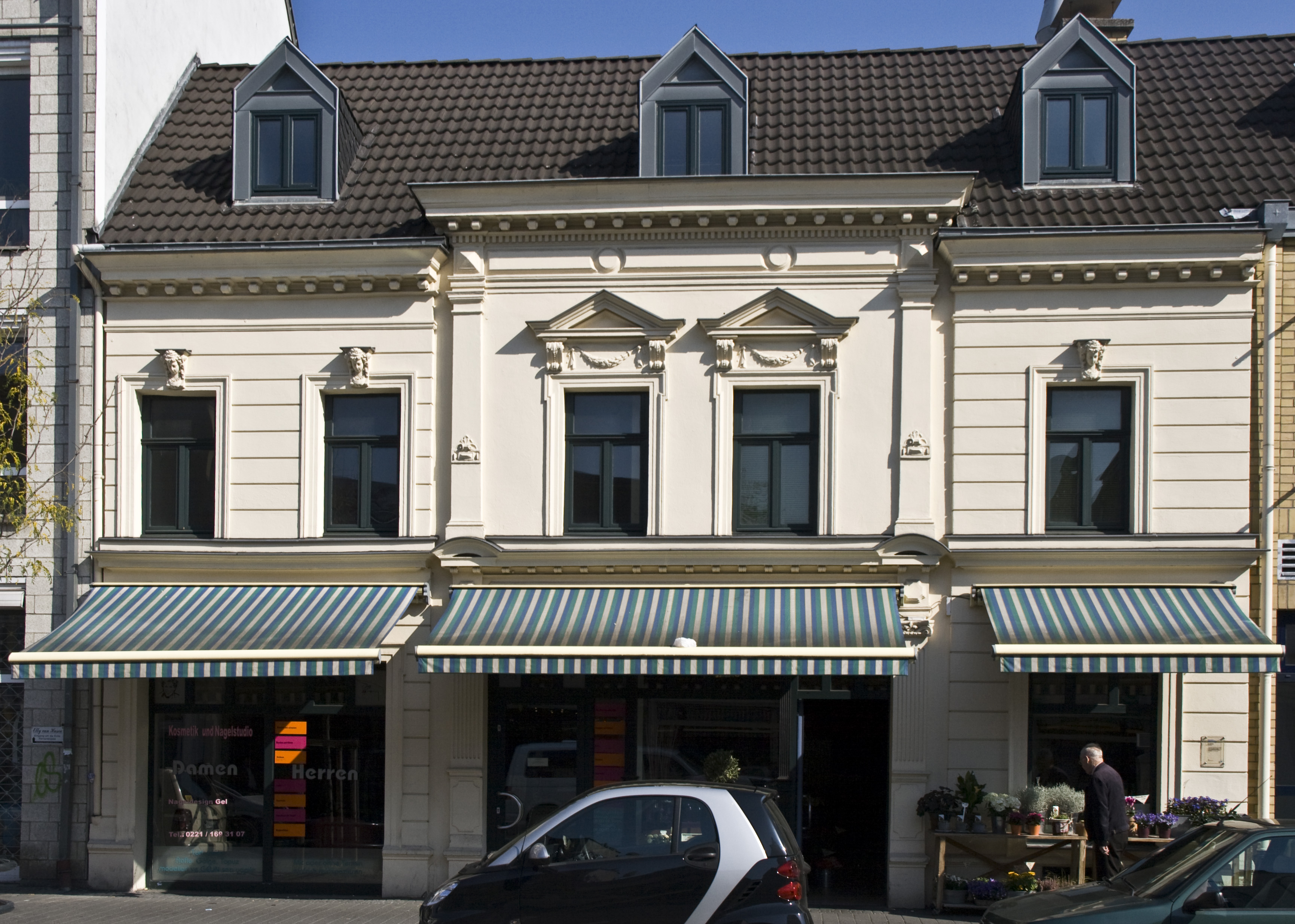
Venloer Straße 260: „Haus Mertens“ (1853)
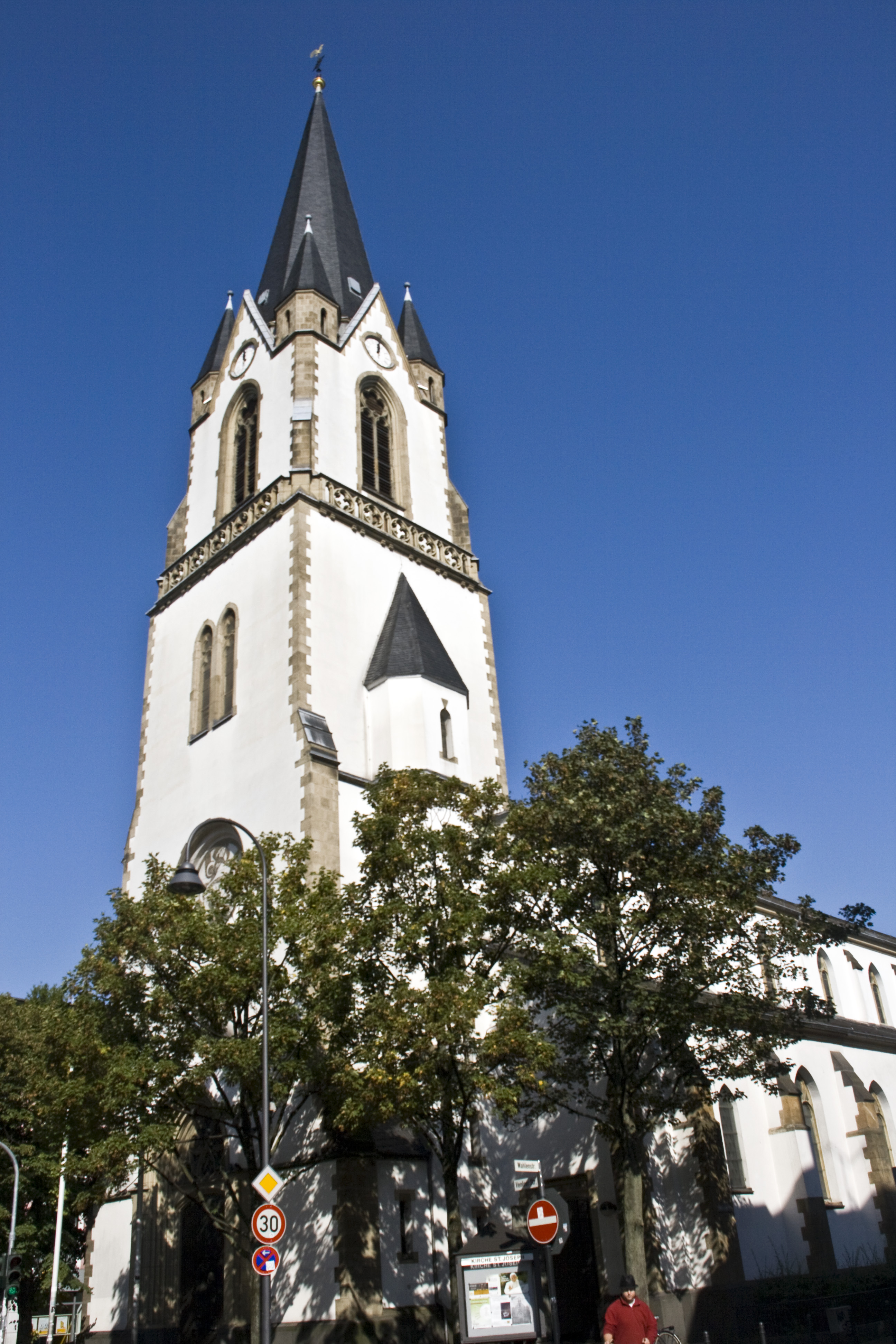
Venloer Straße 286: Kirche St. Joseph
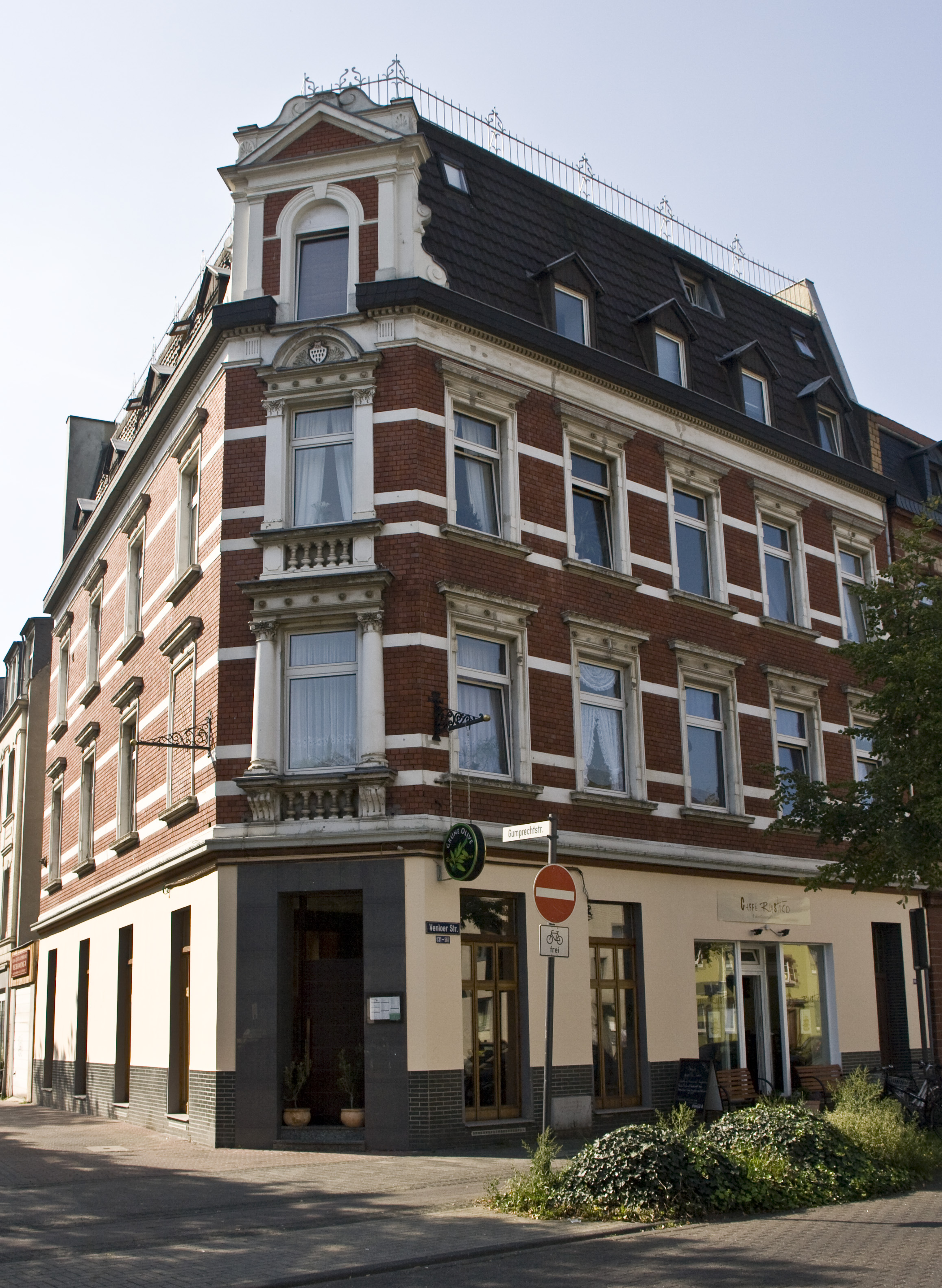
Venloer Straße 531: Wohn- und Geschäftshaus (um 1890)

Im Frühjahr 1845 entstanden an der Venloer Straße die ersten Wohnhäuser. Das Tanzlokal „Rothes Haus“ war seit April 1845 Ausflugsziel der Kölner bis etwa 1850. Das von F. J. Maus erbaute Anwesen hieß zunächst „Effertsgut“. Das älteste profane, noch heute erhaltene „Haus Mertens“ in Nr. 260 stammt aus 1853 und blieb zwischen 1866 und 1971 in Familienbesitz. Es war eines der so genannten „Dreifensterhäuser“, die nach der Preußischen Bauordnung bei einer Breite bis 20 Fuß (6,28 Meter) steuerbefreit waren. Als ältestes Bauwerk gilt die Bickendorfer Rochuskapelle (Nr. 645), vermutlich im Jahre 1666 durch den Kölner Domherrn Heinrich von Mering errichtet, der Neubau wurde am 12. August 1849 nach Plänen des Dombaumeisters Ernst Friedrich Zwirner fertiggestellt. Die Kirche St. Johannes vor dem Lateinischen Tore in Nr. 1228 wurde 1851–1853 von Vincenz Statz erbaut. Das Fort VII als Teil des Kölner Festungsrings lag südlich der Venloer Straße und wurde 1841–1846 nach einem Entwurf von Heinrich Ferdinand Schuberth erbaut. Im Zuge der Anlage der Eisenbahnstrecke wurde es um 1912 niedergelegt. In der Anlage entstand nach 1889 der als Reithalle genutzte „Kölner Tattersaal“.

## Industrialisierung

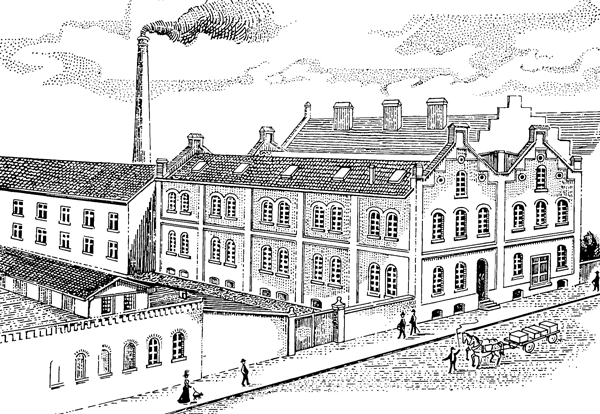
Venloer Straße 241: Gründungsbau von 4711 (1874)
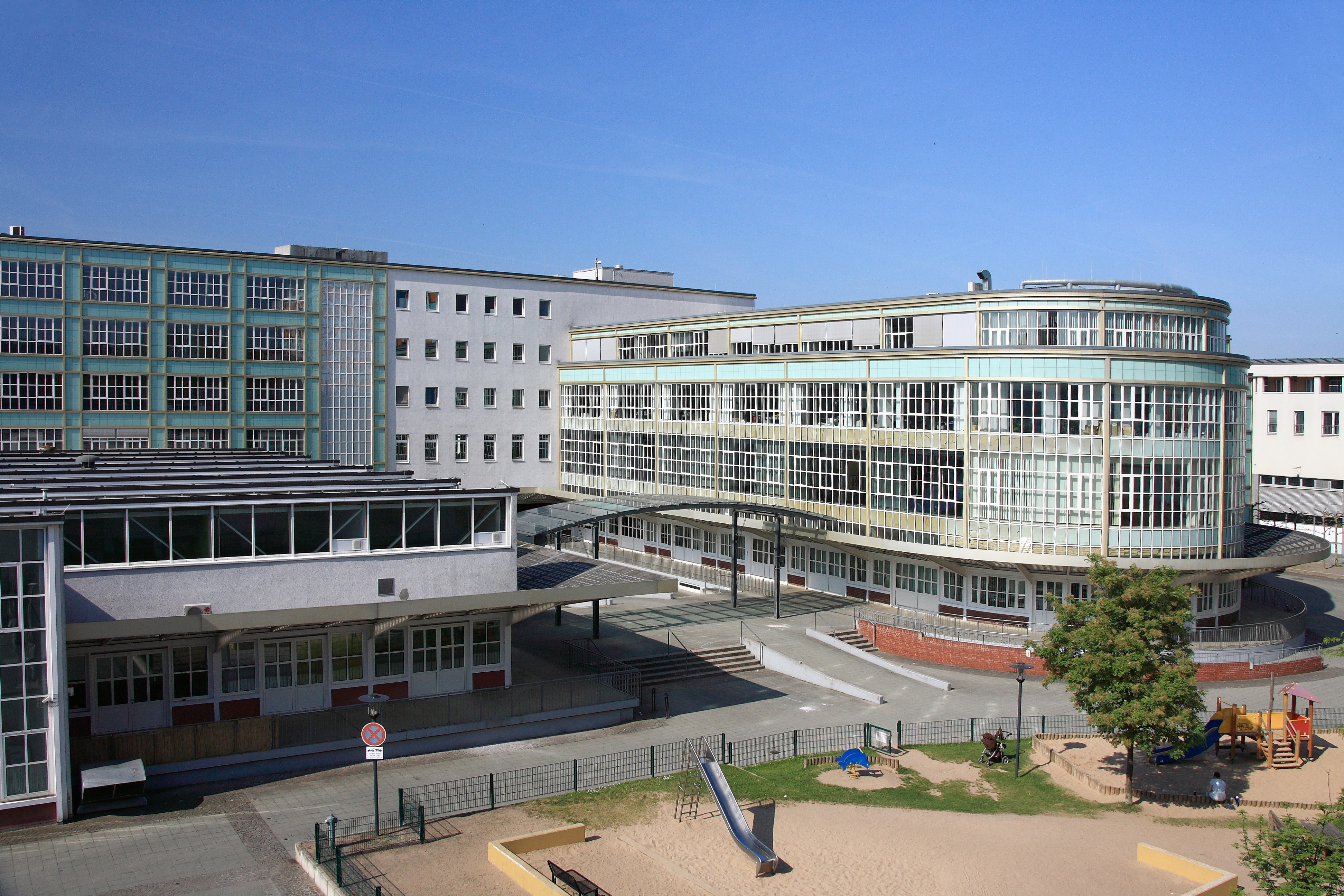
Venloer Straße 241: Verwaltungs- und Lagerzentrum 4711 (heute: „Barthonia-Forum“)
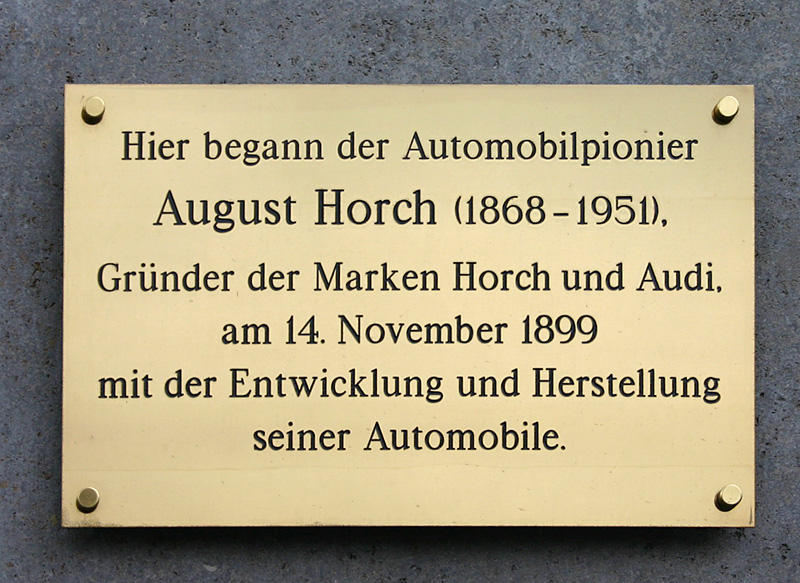
Venloer Straße 295: Gedenktafel für August Horch
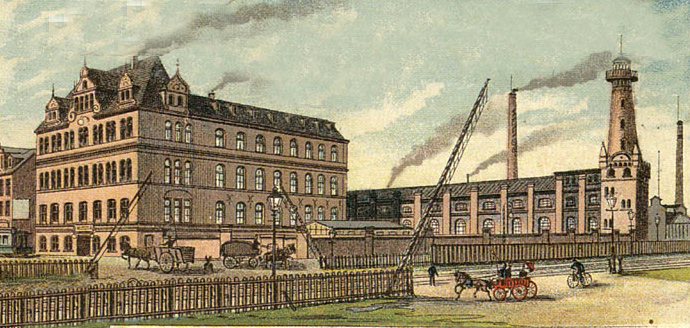
Venloer Straße 387–389: Helioswerke (vor 1900)
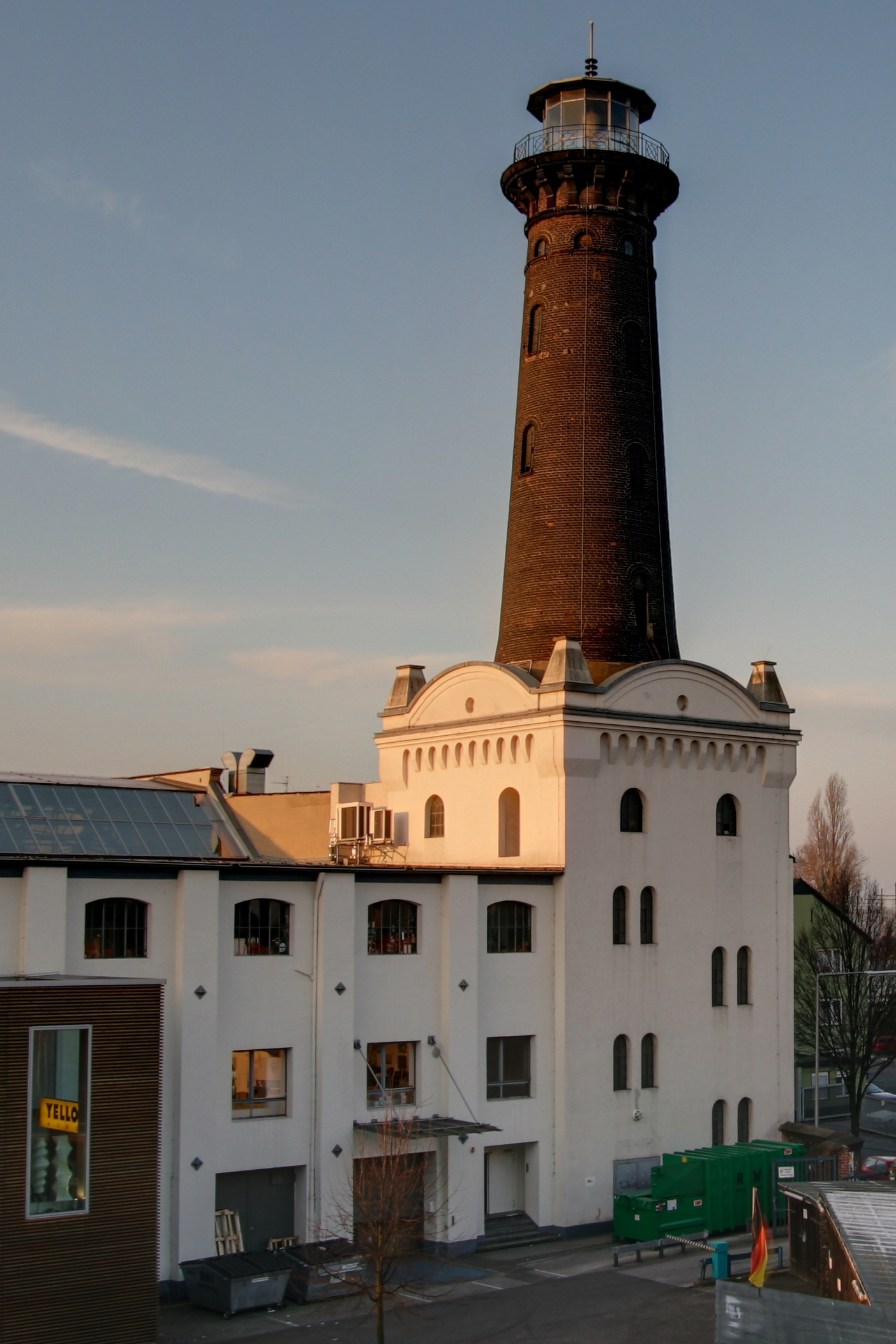
Venloer Straße 387–389: Heliosturm
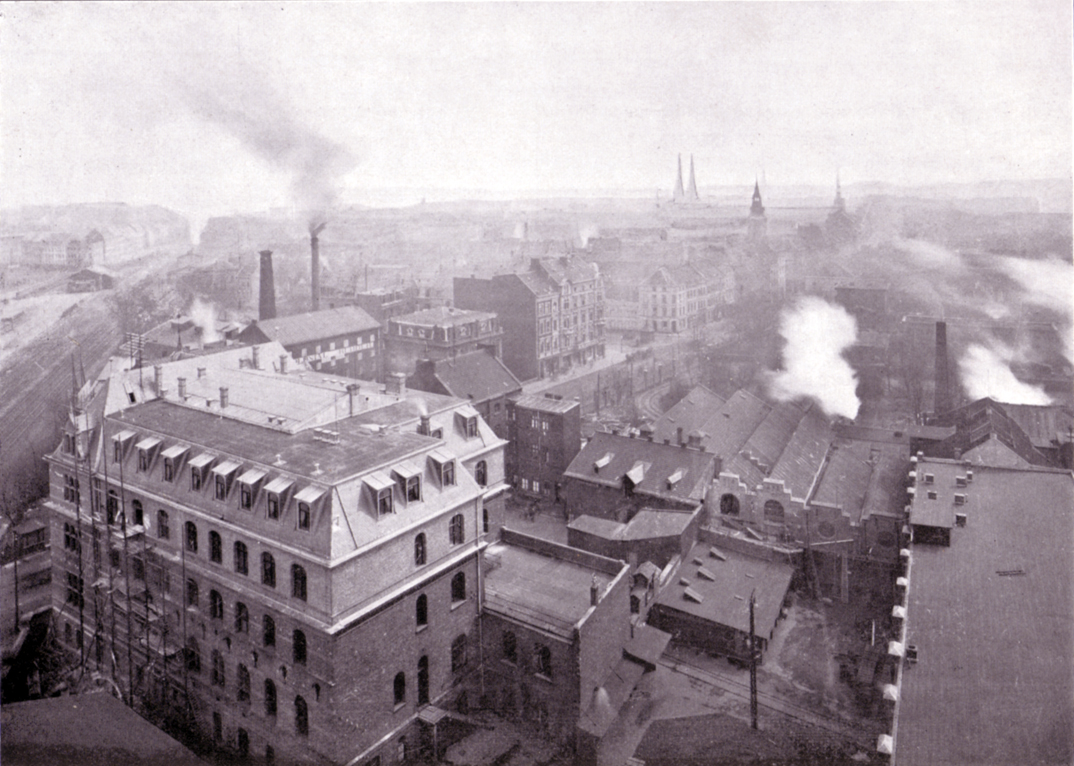
Venloer Straße 387–389: Blick vom Heliosturm auf die Industriestadt Ehrenfeld (um 1900)
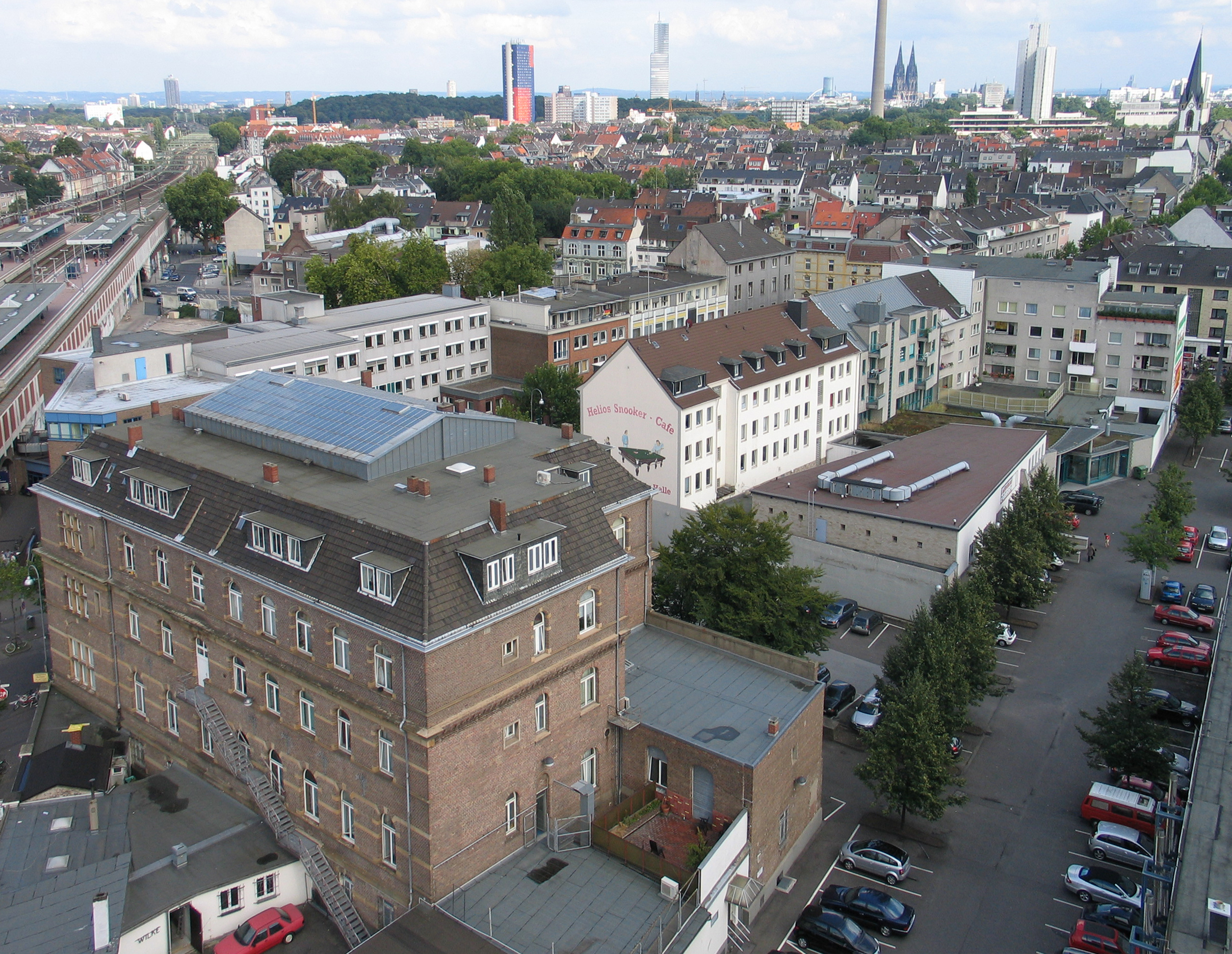
Venloer Straße 387–389: Blick vom Heliosturm (August 2006)

Der 1863 nahe der Venloer Straße eröffnete Güterbahnhof Bickendorf zog eine Reihe von Industrieansiedlungen nach sich. Neben den sechs vorhandenen Ziegeleien entstand als erste Fabrik die vom Tapetenfabrikanten Philipp Hoffmann, nachdem dieser am 20. März 1845 an Nr. 308 / Ecke Philippstraße ein Grundstück erworben hatte. Es folgten die Rheinische Glashütten-Actien-Gesellschaft (April 1864; Nr. 356), die Waggonfabrik Peter Herbrand (September 1866; Nr. 427) stellte auch Pferdebahnen (auch für Berlin) her, Ferdinand Mülhens verlagerte im März 1874 einen Teil seiner 4711-Produktion von der Glockengasse in die Venloer Straße 241 / Vogelsanger Straße 66–100. Die am 31. Juli 1884 gegründete Helios AG stellte 1885 auf ihrem Fabrikgelände in Nr. 387–389 einen 44 Meter hohen Versuchs-Leuchtturm auf und verkaufte Leuchttürme nach Borkum (Roter Sand), Sylt (Kampen), Wangerooge und in die Wesermündung. Die komplette, aus 20 Leuchtfeuern bestehende Seesignaltechnik des Nord-Ostsee-Kanals stammte ebenfalls von hier. Der Automobilbauer und Audi-Gründer August Horch entwickelte ab 14. November 1899 in seiner Firma A. Horch & Cie. auf der Venloer Straße Nr. 295 in einem ehemaligen Pferdestall seine ersten Automobile. Ab Juli 1900 entstand der erste Wagen („Modell 1“), der im Januar 1901 mit einer spektakulären, nicht ganz pannenfreien Jungfernfahrt vorgestellt wurde. Wegen Geldmangels beteiligte sich der Maschinenbauer Bauer & Lange an Horchs Unternehmen, was im März 1901 zum Umzug nach Reichenbach im Vogtland führte. Die britische Imperial Continental Gas Association (ICGA) legte 1860 in der Subbelrather Straße 175 eine Gasfabrik an und schloss mit der Gemeinde Ehrenfeld einen bis Dezember 1894 laufenden Gaslieferungsvertrag. Hierin verpflichte sie sich zur Aufstellung von 8 Gaslaternen auf der Venloer Straße, die sie bis Dezember 1894 kostenlos zu unterhalten hatte. In der Venloer Straße 466 eröffnete Cornelius Stüssgen am 28. August 1897 sein erstes Lebensmittelgeschäft, die „Kölner Konsumanstalt“. Die Mauser-Werke entstanden 1896 durch Firmengründer Alfons Mauser in Schramberg und zogen 1898 in die Venloer Straße Nr. 155; sie stellten dort Stahlblechwaren wie Stahlmöbel, Stahlemballagen und Werkzeuge her, von denen viele wie die berühmten „Mauser-Fässer“ Patente erhielten. Das Unternehmen zog 1922 nach Brühl um, wo heute noch der Verpackungsmittelhersteller Mauser GmbH produziert.
Inzwischen eröffnete 1859 die Engel-Apotheke auf der Venloer Straße 325. Der Aufschwung von Ehrenfeld führte zum 1. Januar 1867 zur Ausgliederung aus Müngersdorf und Zusammenlegung mit Subbelrath und am 8. Oktober 1879 zum endgültigen Ausscheiden aus dem Bürgermeistereiverband durch Verleihung der Rheinischen Städteordnung. Im Jahre 1880 erfolgte die Fertigstellung des von Vincenz Statz geplanten repräsentativen, im neugotischen Stil errichteten Ehrenfelder Rathauses in Nr. 338. Es wurde 1956 wegen Kriegsbeschädigungen abgetragen. In der Stadtverordneten-Versammlung vom 4. Mai 1882 wurde der vorhandene Straßenname Venloer Straße bestätigt. Eine Pferdeomnibuslinie Ehrenfeld-Neumarkt-Bocklemünd begann 1887, die am 31. Oktober 1891 eröffnete Pferdebahnlinie verband die Venloer Straße mit dem Heumarkt.

## Neuzeit
Seit dem 14. September 1902 fuhr die elektrische Straßenbahn ab Heliosstraße über die Venloer Straße nach Köln-Kalk, es folgte am selben Tag die „Neumarktbahn“ und am 1. März 1903 die „Stadtgartenbahn“ zum Heumarkt. Betreiber Ernst Hardt & Co. bezog die Wagen von den nahegelegenen Herbrand-Werken. Seit Mai 1935 befand sich am Bahndamm des Güterbahnhofs Bickendorf ein zentrales Zigeunerlager in Nr. 888, in das die in Wohnwagen lebenden Zigeuner zwangsweise eingewiesen wurden.
Die „Kleinwohnungskolonie“ Siedlung Bickendorf I-III entstand nach dem Konzept der Gartenstadt zwischen 1913 und 1938 durch ein von Wilhelm Riphahn geführtes Architektenteam, dem ersten Projekt der GAG Immobilien. Von den drei Bauabschnitten liegt die so genannte „Rosenhof-Siedlung“ Bickendorf II an der Venloer Straße und schließt sich südlich an die bereits vorhandene „Siedlung Bickendorf I“ und die „Gartensiedlung Bickendorf III“ an. Bis 1940 entstanden die Häuser Nr. 716–724. Viele der Gebäude in Ehrenfeld und an der Venloer Straße fielen im Zweiten Weltkrieg den Bombenangriffen vom 30. Mai 1942 zum Opfer. Am 6. März 1945 marschierten amerikanische Soldaten über die Trümmerlandschaft der Venloer Straße ein.
Auf der Venloer Straße gab es insgesamt 12 Kinos, darunter das Monopol-Theater in Nr. 250 (1920–1929), Union-Lichtspiele Ehrenfeld Nr. 254 (1917–1929), Urania-Lichtspiele Nr. 265 (1913–1984), Kino für Jedermann Nr. 312 (1952), Helios Ehrenfeld Nr. 383 (1908–1982), Astoria Bickendorf Nr. 569 (1925–1959), Atelier im UFA-Palast Nr. 658, Rochus Bickendorf Nr. 626 (1929–1941) oder Die Kurbel Bickendorf Nr. 668 (1949–1957).
Herbert Eklöh eröffnete am 26. September 1957 in der Rheinlandhalle (Nr. 389) den ersten, nach amerikanischem Vorbild konzipierten Supermarkt Deutschlands mit einer Größe von 2000 m² Verkaufsfläche. Zwischen 1955 und 1961 entstand für den Bau- und Landmaschinenhandel Gebrüder Finger in Nr. 1275 ein Baukomplex durch Peter Neufert, der noch heute von Fasieco-Finger genutzt wird. 1962 bezog 4711 das neue, von den Hausarchitekten Rudolf und Wilhelm Koep geplante Verwaltungsgebäude in Nr. 241–245 / Ecke Vogelsanger Straße. Diese 4 Hektar großen Fabrikanlagen entstanden in mehreren Bauetappen ab 1950, deren Kennzeichen die Vorhangfassaden in den Firmenfarben Gold (goldeloxierter Stahlrahmen) und Türkisblau (Glasplatten) bilden. Nachdem 4711 hier 1991 auszog, entstand 1994 das „Barthonia-Forum“ mit einer Mietfläche von 119295 m² (nach Investor Heinz Barth benannt), das am 5. November 1996 eröffnete. Das 1971 von Franz Kaiser erbaute und aus 4 Gebäuden bestehende markante Westcenter (601–603) besteht aus 407 Wohnungen mit 20300 m² Wohnfläche auf 25 Stockwerken und wurde im Juli 2014 vom European Property Investors Special Opportunities 3 für 27,5 Millionen Euro erworben. 1985 fand die Eröffnung des Bezirksrathauses statt (419–421), die U-Bahn-Strecke der Kölner Stadtbahn unter der Venloer Straße öffnete am 30. Mai 1992. In Nr. 160 wurde am 7. November 2009 der Grundstein für die DITIB-Zentralmoschee Köln gelegt.

## Gebäude und Sehenswürdigkeiten

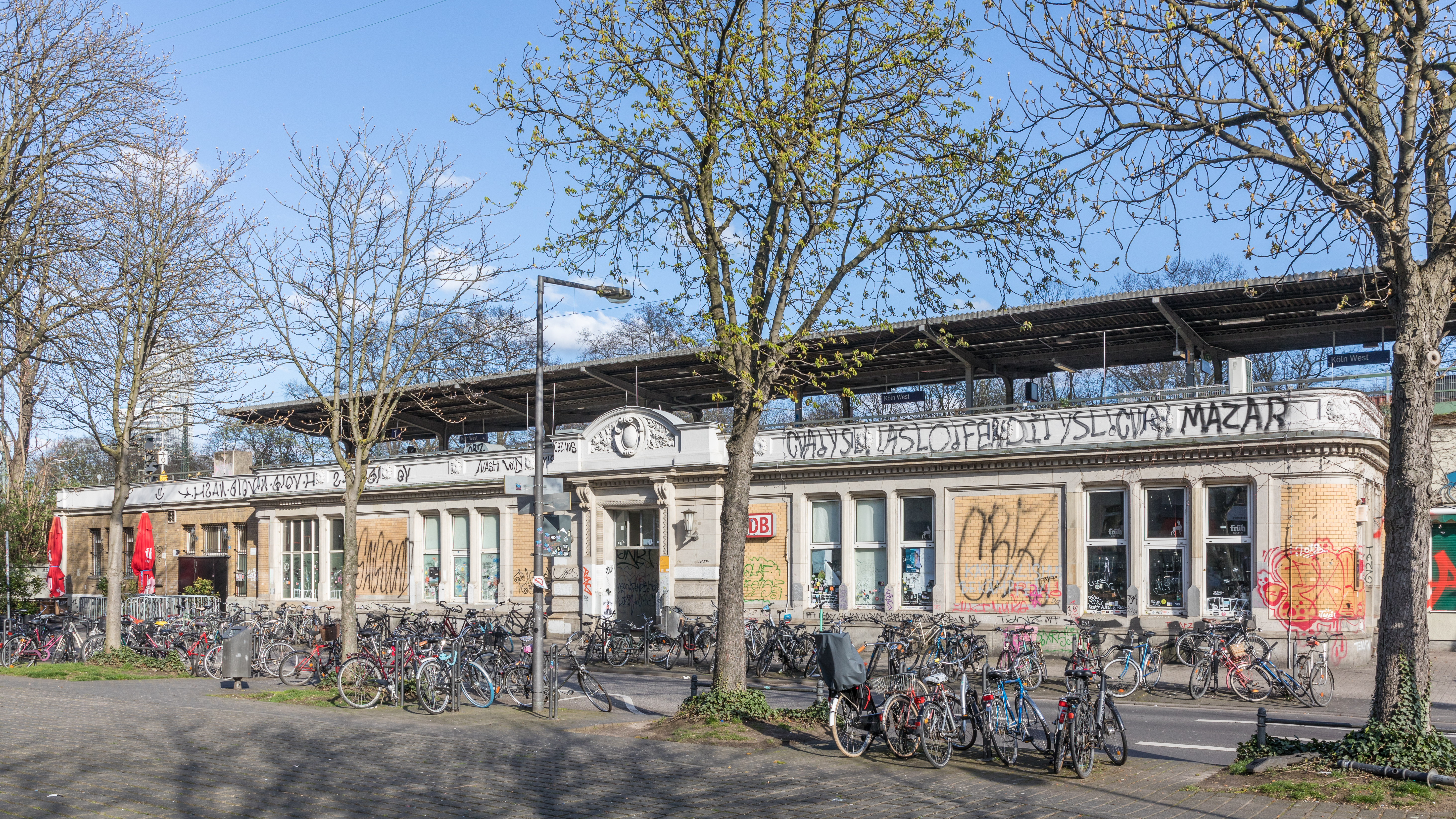
Venloer Straße: Bahnhof Köln West
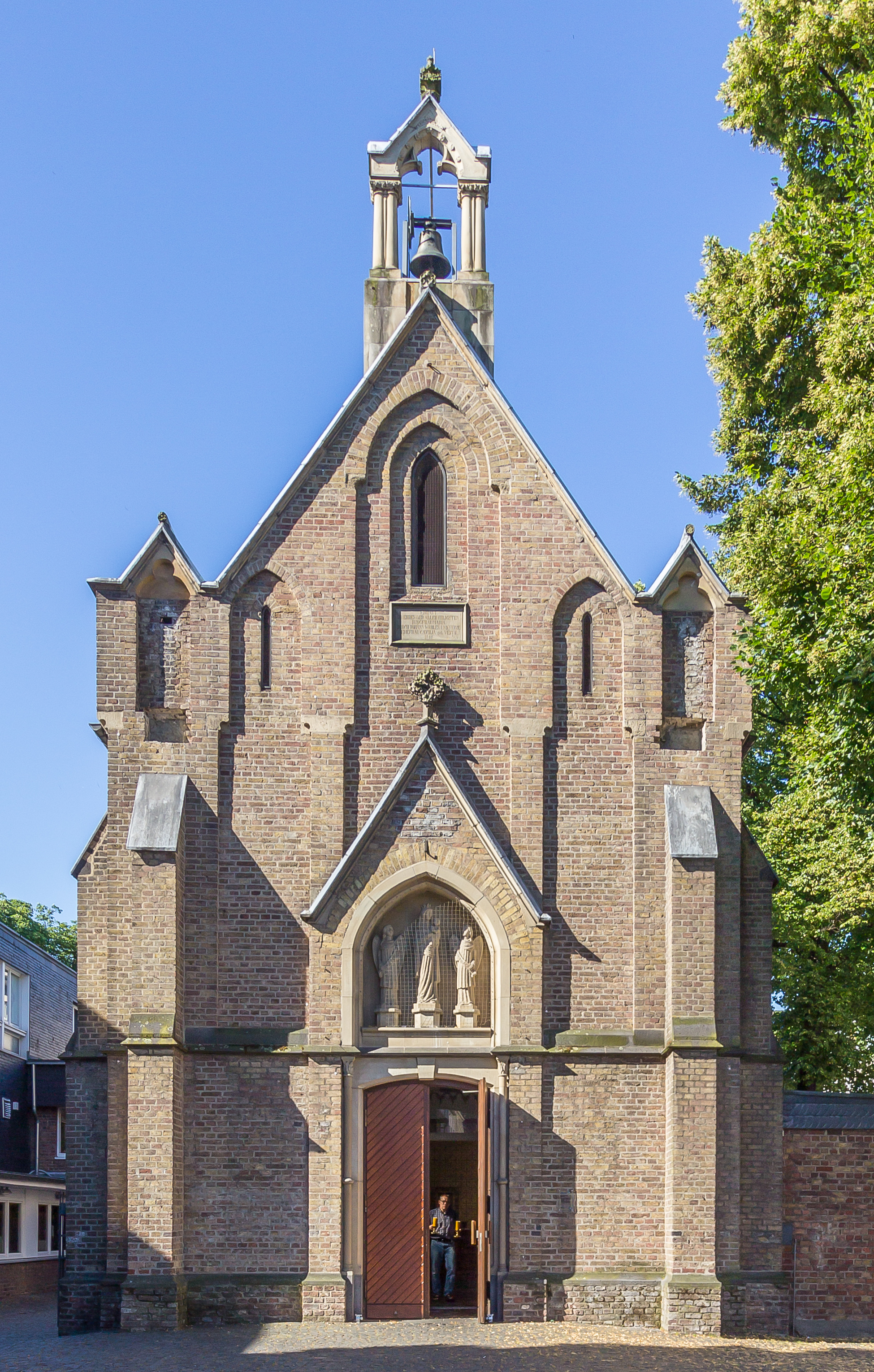
Venloer Straße 273: St. Mariä-Himmelfahrt (Juli 2008)
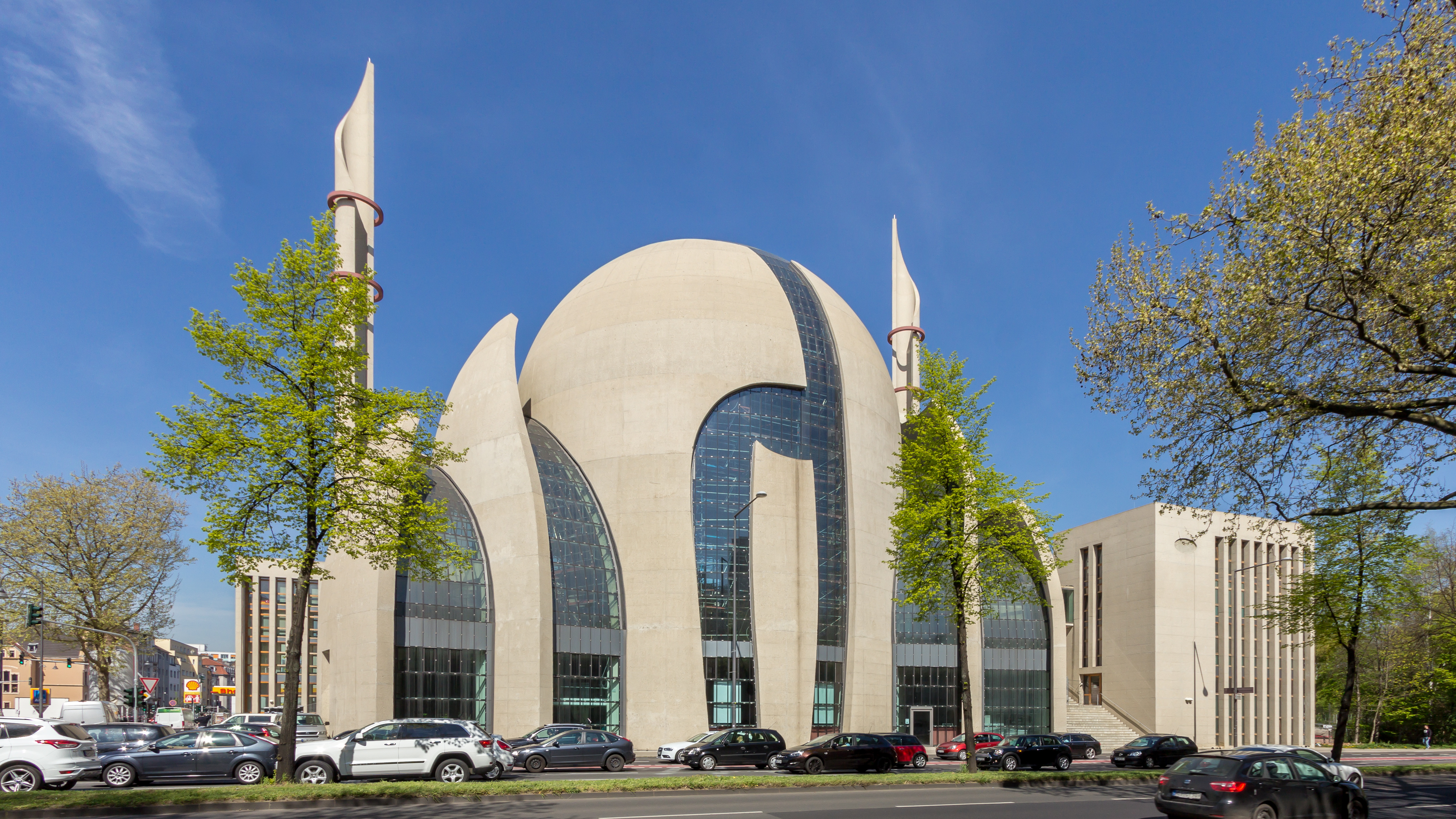
DITIB-Zentralmoschee Köln
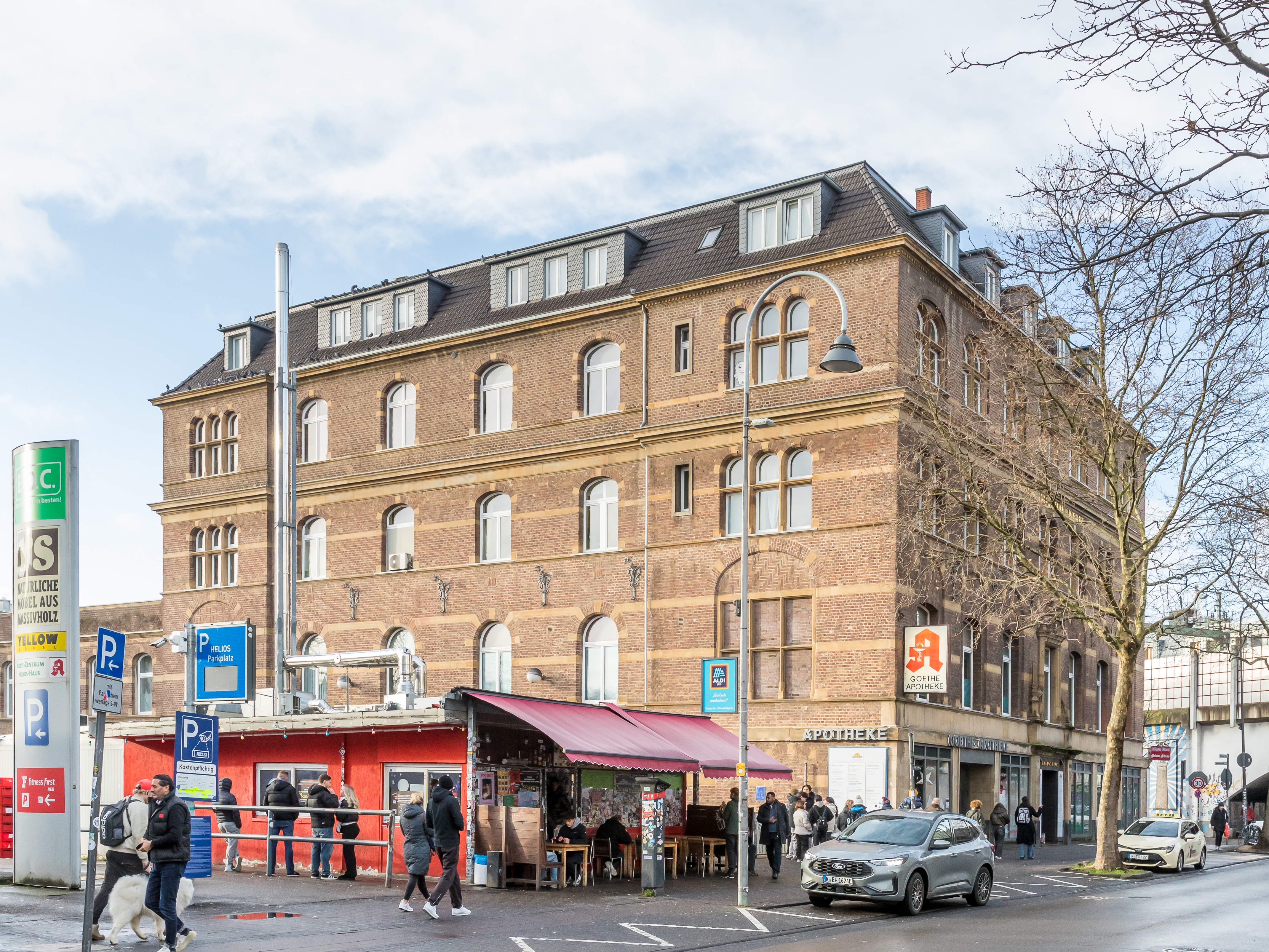
Venloer Straße 378–389: Helios-Gebäude
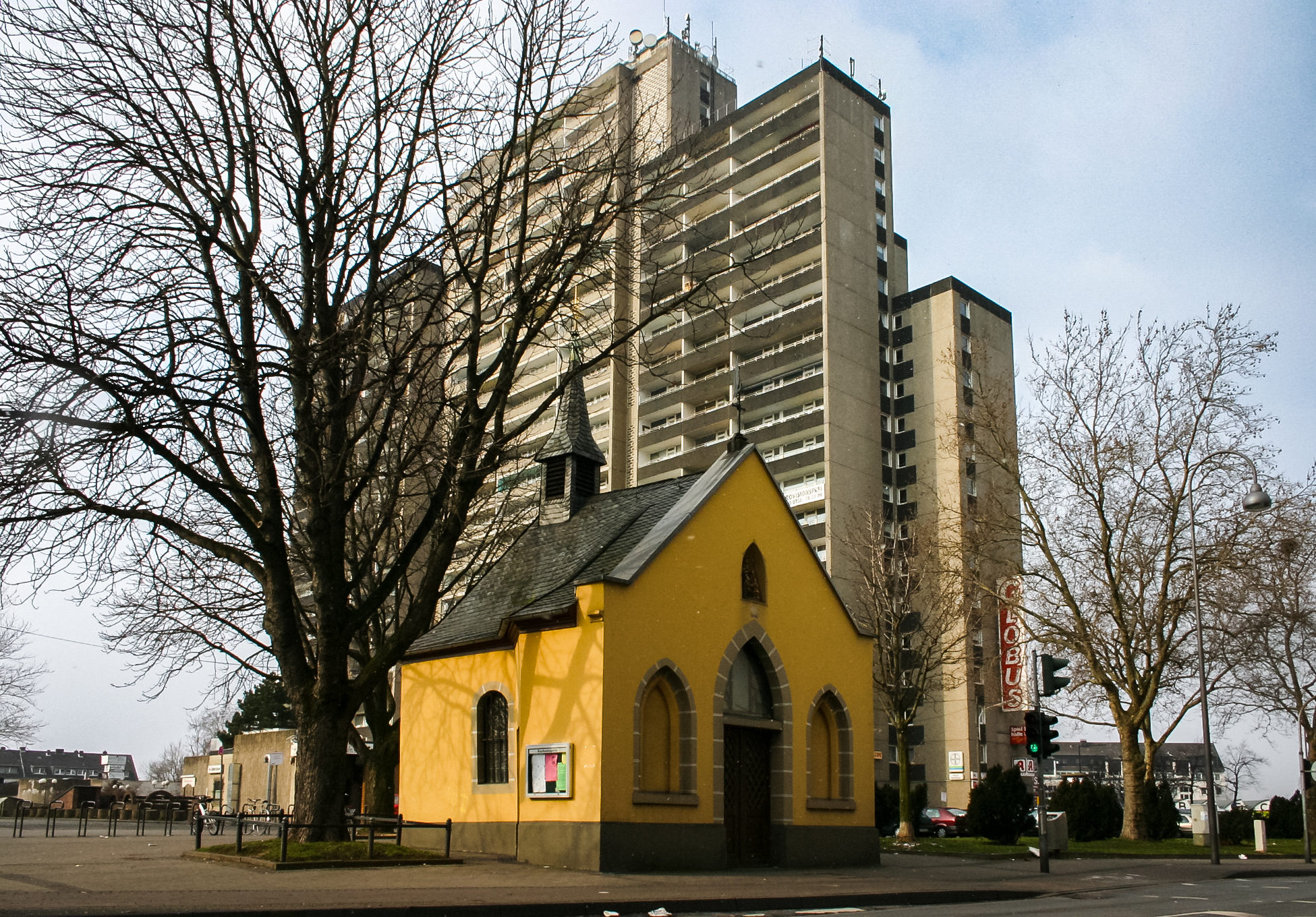
Venloer Straße 601–603: Rochuskapelle und Westcenter (März 2005)
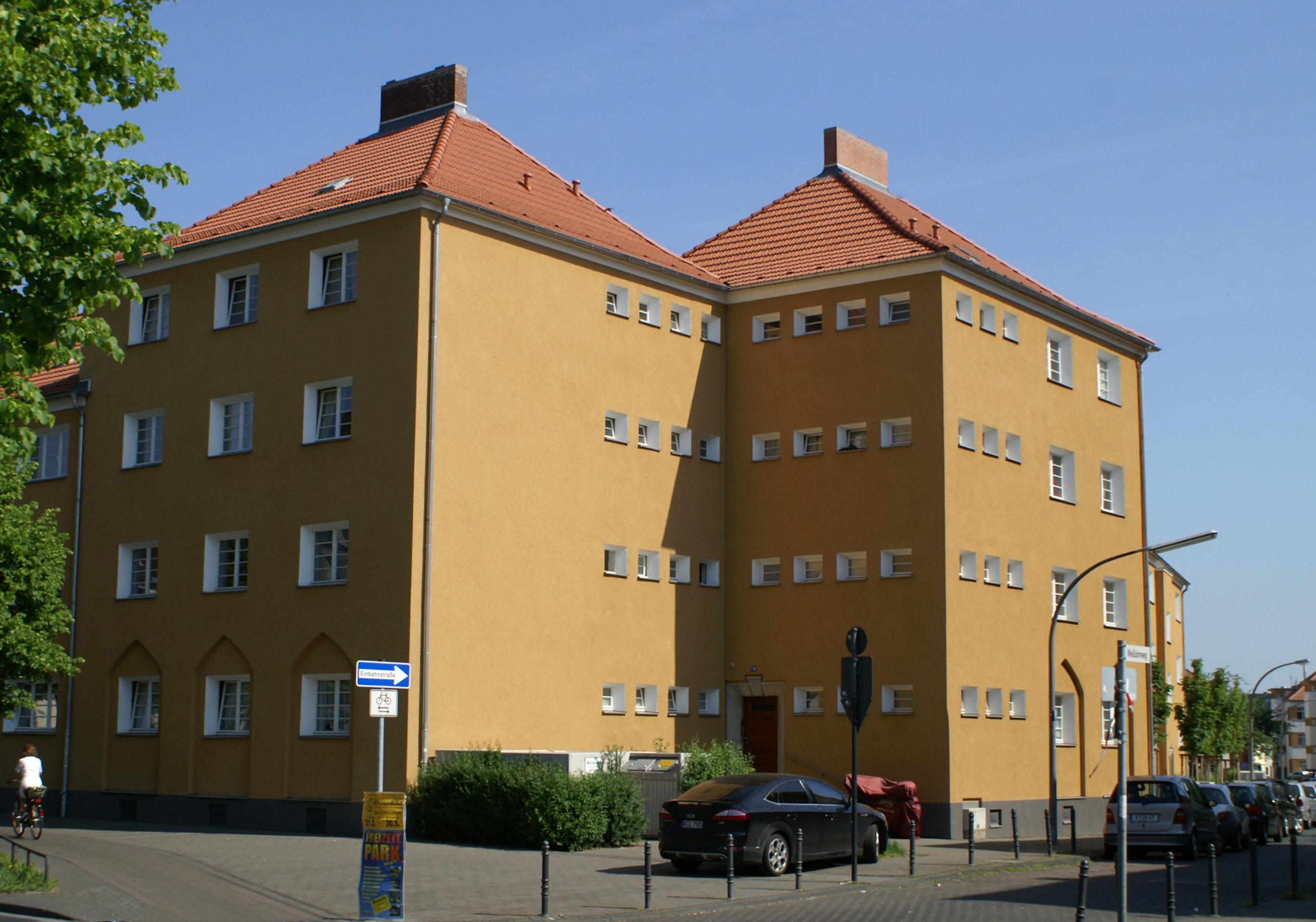
Venloer Straße 732: „Siedlung Bickendorf II“ (Mai 2010)
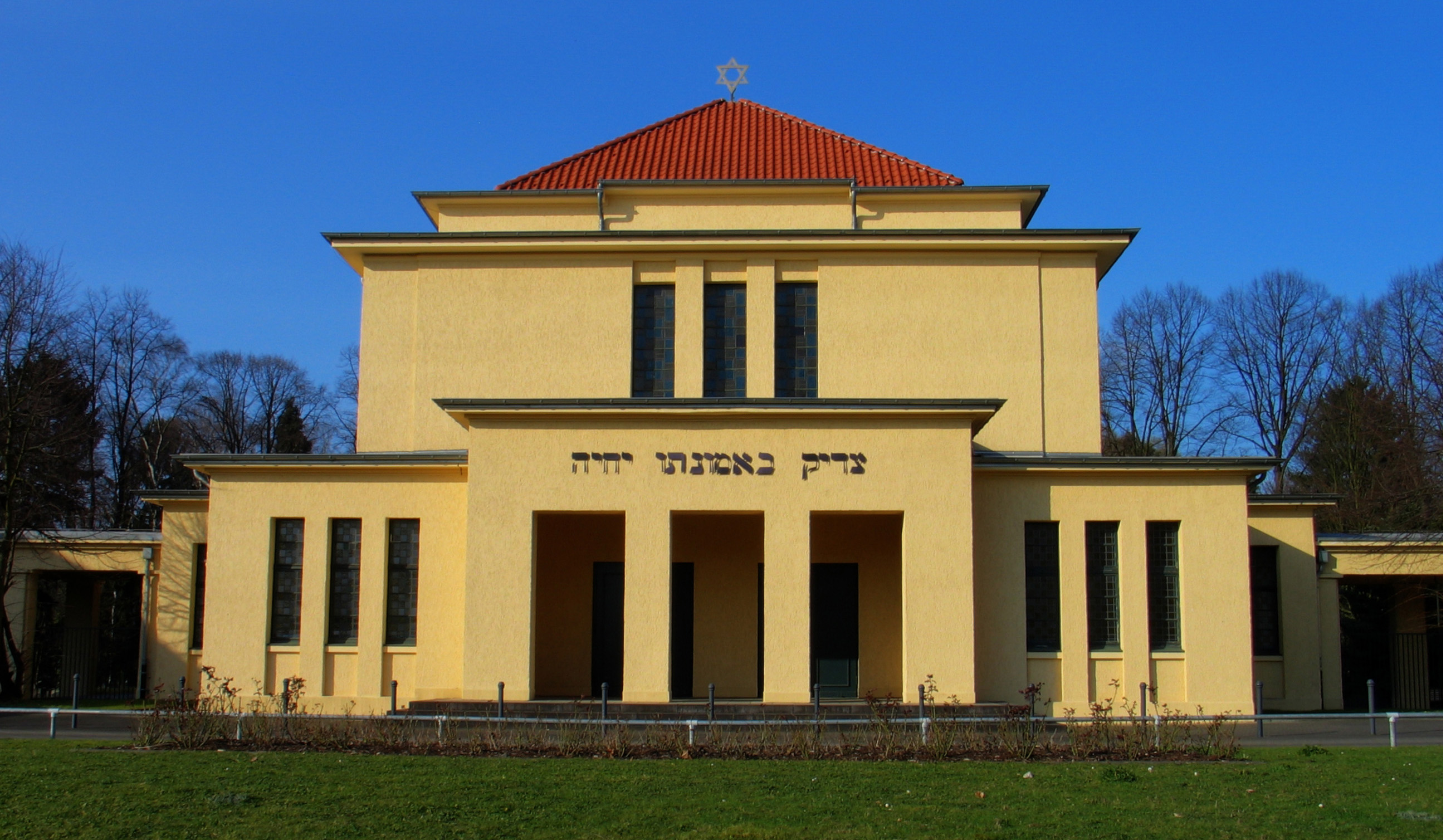
Venloer Straße 1152: Jüdischer Friedhof (März 2007)
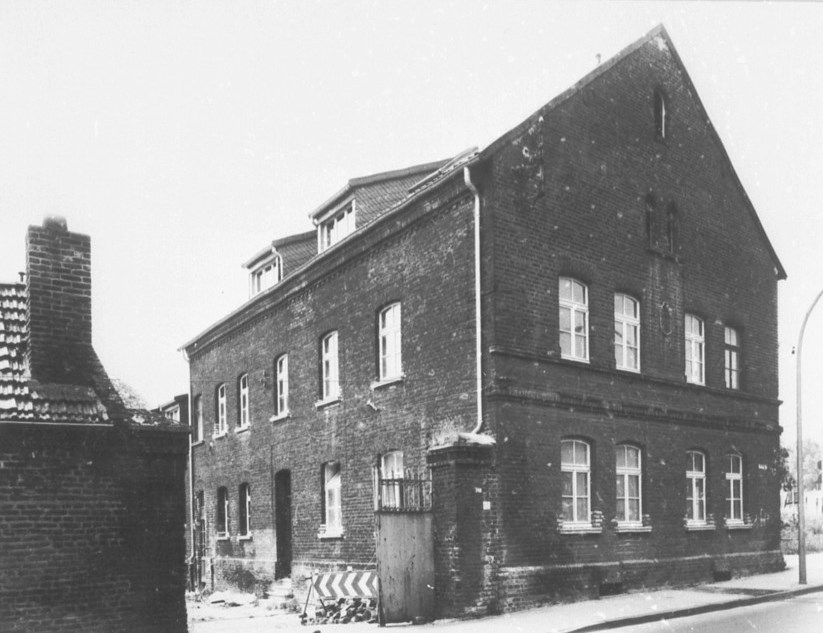
Venloer Straße 1203: Fettenhof (um 1912)
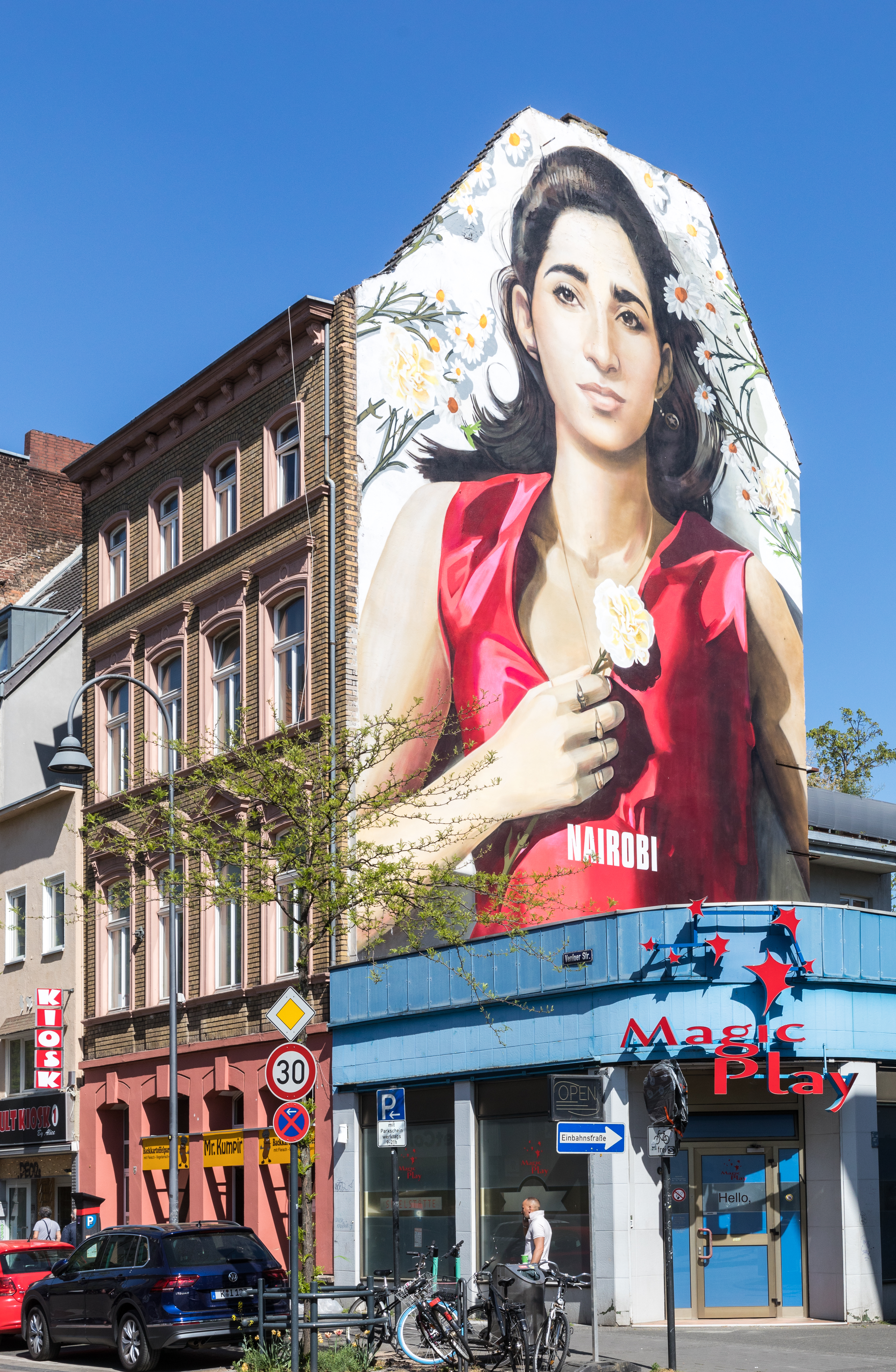
Alba Flores in ihrer Rolle als Nairobi von der Serie Haus des Geldes in der Venloer Straße 274

Die Wohn- und Geschäftshäuser des ersten Abschnitts nach dem Friesenplatz stammen noch aus dem 19. Jahrhundert, so Nr. 10 (1885), Nr. 11 (1884) oder Nr. 28 (1894). Der dann folgende Stadtgarten ist der Rest einer größeren Parkanlage, die dem späteren Bahnhof Köln West weichen musste und 1833 von Johann Peter Weyer angelegt wurde. Das Stadtgarten-Restaurant in Nr. 40 stammt aus dem Jahre 1898, dessen Bau Stadtgärtner Adolf Kowallek beaufsichtigte. Für den Personenverkehr eröffnete am 25. Mai 1894 der Bahnhof Köln West (Hans-Böckler-Platz), dessen heutige Eingangsfassade noch aus seiner Gründungszeit stammt. Am 17. Februar 1956 beschloss die Stadt, die westliche Seite des Venloer Walls in Hans-Böckler-Platz umzubenennen, das Gewerkschaftshaus in der Venloer Straße 42 erhielt am 20. April 1965 die Adresse Hans-Böckler-Platz 1. Die Häuser Nr. 231–235 stammen aus 1886.
Die Marktkapelle St. Mariä Himmelfahrt („Maatkapell“) mit ihrem Vorplatz zur Venloer Straße (Nr. 273) erinnert an den als Gründer Ehrenfelds geltenden Ziegeleibesitzer Johann Wahlen, der sie als Familienkapelle von seinem Schwiegersohn Vincenz Statz erbauen ließ und im Februar 1863 einweihte. Die vom selben Architekten geplante querschifflose katholische Pfarrkirche St. Joseph (1872/75) in Nr. 286 ist im neugotischen Stil gestaltet und die größte Kirche des Stadtteils. Die Rheinlandhalle (Nr. 389) war eine umfunktionierte Montagehalle der Helioswerke, die seit Oktober 1927 als Veranstaltungshalle mit Radrennbahn fungierte. Hier hatte Adolf Hitler am 18. August 1930 seinen ersten Auftritt in Köln vor 10000 Zuschauern anlässlich der anstehenden Reichstagswahl. In Nr. 535 steht Kölns älteste Kaffeerösterei „Schamong Kaffee“ vom September 1949, an Nr. 951 wurde ein römischer Brunnen gefunden. Es folgen zwei Gutshöfe, und zwar der aus 1778 stammende Weyerhof/Palanterhof (Nr. 1178) und der Arnoldshof (Nr. 1198). Der Arnoldshof ist nach dem um 1650 hier ansässigen Pächter Arnold Conzen benannt. Der dunkelrote Ziegelbau mit der Jahreszahl 1741 in Mauerankern ist der älteste Bauernhof der Gegend, sein Herrenhaus wurde 1985 als baufällig eingestuft und 1988 verkauft. Nach der Sanierung auf dem 8.500 m² großen Grundstück entstanden 15 Hofhäuser und 18 Eigentumswohnungen im Landhausstil, die im November 1991 bezugsfertig waren. Der Fettenhof in Nr. 1203 wurde erstmals im Jahre 1170 erwähnt. Unter „Fetten“ verstand man früher Stäbe, die Gerichts- oder Versammlungsstätten umzäunten. Das Gutsgebäude mit Stallungen entstand um 1820 neu. Eigentümer des Anwesens war die Stadt Köln, die es 1976 den „Compagnons du Devoir“ als Erbbauberechtigte überließ. Bis zu 70 französische Handwerkergesellen lebten hier und haben das Anwesen zwischen 1977 und 1978 renoviert. Zwischen 2009 und Dezember 2011 wurde es vollständig saniert, so dass ein Verkauf als Eigentumswohnungen möglich wurde. Die Gesellen mussten den Hof 2004 wegen zu schwacher Besetzung aufgeben. Auf dem dazwischen liegenden, 523.000 m² großen Westfriedhof an Nr. 1132 fand am 1. Oktober 1917 die erste Beerdigung statt. Der benachbarte, 44818 m² umfassende Judenfriedhof in Nr. 1152 entstand 1918, die Eingangsbauten stammen von Robert Stern, erbaut bis Mai 1930. Mit etwa 5000 Grabstellen ist er der größte Judenfriedhof Kölns.

## Lage und Bedeutung
Die Venloer Straße bildete bei der Gründung Ehrenfelds als kurz vorher ausgebaute Fernstraße eine günstige Voraussetzung für die Raumerschließung. Sie ist die wichtigste Einkaufsstraße des Stadtbezirks Ehrenfeld und gleichzeitig eine bedeutende Verkehrsverbindung zur Kölner Innenstadt. Die teilweise mit Mittelstreifen ausgestattete Straße besitzt die höchsten Hausnummern Deutschlands, innerhalb der Stadtgrenze bis Nr. 1451, weiterlaufend in Pulheim bis Nr. 1501. In Köln führt sie durch die Stadtteile Neustadt-Nord, Ehrenfeld, Bickendorf, Bocklemünd/Mengenich und Vogelsang. Wichtige Straßenkreuzungen in Köln sind Bismarckstraße (mit Verbindung zum Belgischen Viertel), Hans-Böckler-Platz, Innere Kanalstraße, Piusstraße/Franz-Geuer-Straße, Sömmeringstraße/Hansemannstraße, Ehrenfeldgürtel, Leyendeckerstraße, Äußere Kanalstraße, Militärringstraße und die Anschlussstelle 102 zur Bundesautobahn 1. Die Stadtbahn Köln bedient die Venloer Straße mit den Linien 3, 4 und 13 (teilweise auch Linie 5). Unterhalb der Venloer Straße verläuft die Stadtbahn Köln der Linien 3 und 4 mit den Haltestellen U-Bahnhof Hans-Böckler-Platz/Bf West, U-Bahnhof Piusstraße, U-Bahnhof Körnerstraße, U-Bahnhof Venloer Straße/Gürtel, U-Bahnhof Leyendeckerstraße, U-Bahnhof Rochusplatz und U-Bahnhof Akazienweg. Danach verläuft sie oberirdisch auf der Venloer Straße.
Die Venloer Straße auf Kölner Stadtgebiet war bis 2022 ein Teil der Bundesstraße 59 (); seitdem ist dieser Abschnitt eine Gemeindestraße, was es der Stadt Köln ermöglicht, verkehrsberuhigende Maßnahmen durchzuführen. Sie verläuft von der Grenze des Regierungsbezirks Köln über Rommerskirchen, Rheydt, Mönchengladbach und Viersen bis zur Landesgrenze bei Kaldenkirchen vor Venlo. In Pulheim führt sie am Pulheimer See noch als Venloer Straße vorbei und bildet ab Kreuzung Bonnstraße die L 183 / K 24, in Rommerskirchen heißt sie Grevenbroicher Straße, die nach der Kreuzung mit der K 26 Kölner Landstraße heißt und ab dem Autobahnkreuz Mönchengladbach über die Bundesautobahn 61 weiterführt (94,7 km).

## Medien
In der an einem Hinterhof gelegenen Hausnummer 725 liegt die Kfz-Werkstatt von Holger Parsch, einer der Drehorte der VOX-Sendereihe und YouTube-Kanals „Die Autodoktoren“.

## Sonstiges
- Liste der Baudenkmäler im Kölner Stadtteil Ehrenfeld/V–Z